# Угумон
Угумон (первоначально называвшееся Гумон (фр. Goumont) — окружённое стеной шато с фермой, расположенное у подножия откоса около дороги на Нивель в муниципалитете Брен-л’Аллё, неподалёку от Ватерлоо в Бельгии. Оно служило одной из передовых оборонительных позиций армии союзников под командованием герцога Веллингтона, противостоявшей армии Наполеона в битве при Ватерлоо 18 июня 1815 года.
Угумон, который постепенно пришёл в упадок, был полностью восстановлен к 200-летию битвы и открыт для публики 18 июня 2015 года.

## Этимология
Первое упоминание об Угумоне найдено на карте австрийских Нидерландов 1777 года, созданной графом Йозефом Иоганном де Феррарисом, где оно отмечено как «Шато Угумон». Это название, как полагают, является искажённым «Шато Гумон», которое впервые было записанно в акте аллодиального суда Брабанта в 1358 году. Также в феоде Брен-л’Аллё в 1356 году упоминается «владение и жилище Гомона».
По словам сэра Вальтера Скотта, который посетил поле битвы в январе 1816 года:
Угумон (имя, которое, я полагаю, по ошибке даровано нам великим полководцем [Веллингтоном], но которое наверняка заменит более правильное Шато Гумон) является единственным сооружением на поле битвы, которое было полностью разрушено».

## История

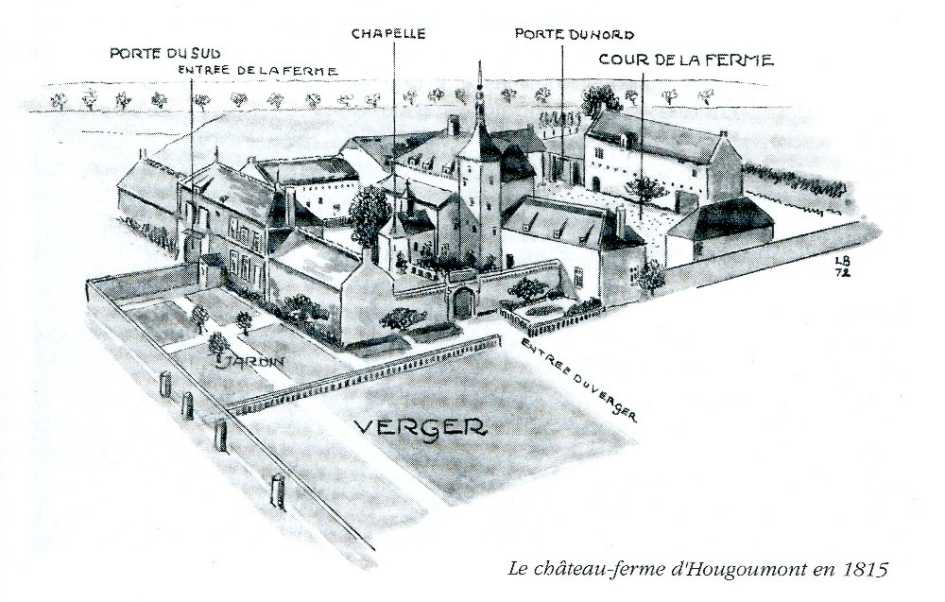
Имение Угумон примерно за 16 лет до битвы при Ватерлоо

В 1474 году Орден Святого Иоанна (позже ставший Мальтийским орденом) купил 30 акров (0,1214056927 км2) леса Ле Гумон и ещё 30 акров (0,1214056927 км2) прилегающей пустоши за 100 золотых крон. В акте купли-продажи не упоминалось ни одного здания, находящегося на участке.
По-видимому, после этого там было возведено какое-то здание, поскольку оно было продано в 1536 году Пьеру Дюфье, генеральному прокурору Совета Брабанта, который впоследствии значительно его расширил. В 1562 году поместье перешло во владение Пьера Карри и оставалось во владении семейства Карри до 1637 года, когда оно было куплено Арнольдом Шайлем, лордом Уолхорном. Примерно в это же время было построено нынешнее здание.
После 1671 года владения перешли в собственность Яна Арразолы де Оньяте, камергера эрцгерцога Альбрехта и Изабеллы. Оно оставалось в его руках до 1791 года, когда Ян Арразола де Оньяте умер бездетным в возрасте 73 лет. Его жена вступила в новый брак с Филиппом Гуре де Лувилем, майором австрийской армии.
Риддер (дворянский титул ниже баронского) де Лувиль, владевший шато в 1815 году, не жил в нём, предоставив его управление Антуану Дюмонсо, который разбил возле дома великолепный французский регулярный парк. После битвы при Ватерлоо у 86-летнего де Лувиля не было средств для необходимого ремонта, и он продал замок Франсуа де Робиано.
После череды браков и передачи по наследству в 1917 году поместье стало собственностью семьи д’Ультремон. В 2003 году граф Юбер д’Ультремон продал его бельгийскому региону Валлония через фирму Intercommunale Bataille de Waterloo 1815.

## Оборона Угумона
В июне 1815 года шато стало эпицентром боевых действий в битве при Ватерлоо, поскольку оно стало одним из первых мест, где союзнические войска столкнулись с армией Наполеона.

### Битва

Карта битвы при Ватерлоо, на которой изображён Угумон перед позициями Рея
Легенда:
французские войска;
англо-голландские войска;
прусские войска
Сплошной цвет — пехота, наполовину закрашенный — кавалерия, значок пушки — артиллерия

Наполеон планировал отвлечь резерв Веллингтона на правый фланг союзников для защиты Угумона, а затем атаковать слева от центра вблизи фермы Ла-Э-Сент.
Перед началом битвы Угумон и его сады, расположенные на правом фланге союзников, были заняты и укреплены 1-м батальоном 2-го полка Нассау, а также отрядами егерей и ландверов из 1-й (ганноверской) бригады фон Кильмансегга. Лёгкая рота 2-го батальона Колдстримской гвардии под командованием подполковника Генри Уиндема также была размещена на ферме и в шато, а лёгкая рота 2-го батальона 3-го гвардейского пехотного полка под командованием подполковника Чарльза Дэшвуда в саду и на территории фермы. Две лёгкие роты 2-го и 3-го батальонов 1-го гвардейского полка были первоначально размещены в саду под командованием подполковника лорда Салтуна. Общее командование силами союзников в Угумоне осуществлял подполковник Джеймс Макдоннелл из Колдстримской гвардии. (Все гвардейские подразделения были взяты из 2-й (британской) бригады генерала Джона Бинга).

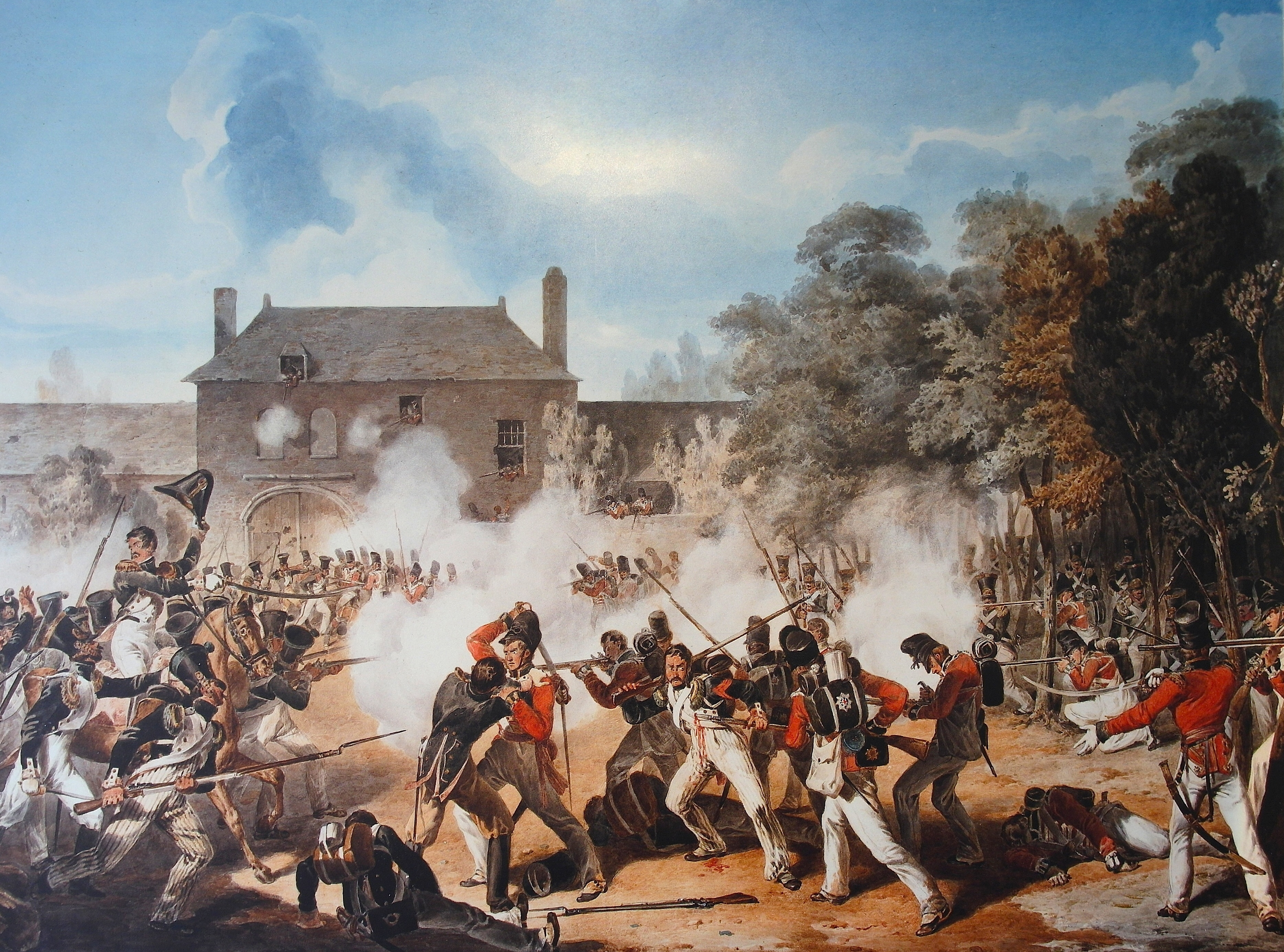
Бои на ферме Угумон во время битвы при Ватерлоо

Веллингтон записал в своих депешах, что «около десяти часов [Наполеон] начал яростную атаку на наш пост в Угумоне». Другие источники утверждают, что атака началась около 11:30. Историк Эндрю Робертс отмечает, что «в битве при Ватерлоо любопытно то, что никто не может абсолютно точно сказать, когда именно она началась».
При первой атаке 1-й бригады 6-й дивизии под командованием лагерного маршала Пьера Бодюэна французы заняли лес и парк, но были отброшены плотным британским артиллерийским огнем; атака стоила жизни самому Бодюэну. Британские орудия были отвлечены на артиллерийский поединок с французскими орудиями. Тем временем началась вторая атака 2-й бригады 6-й дивизии генерала Суа. Французам удалось сделать небольшой прорыв на южной стороне, но они не смогли его развить. Атака с северной стороны частями 1-й бригады 6-й дивизии была более успешной.

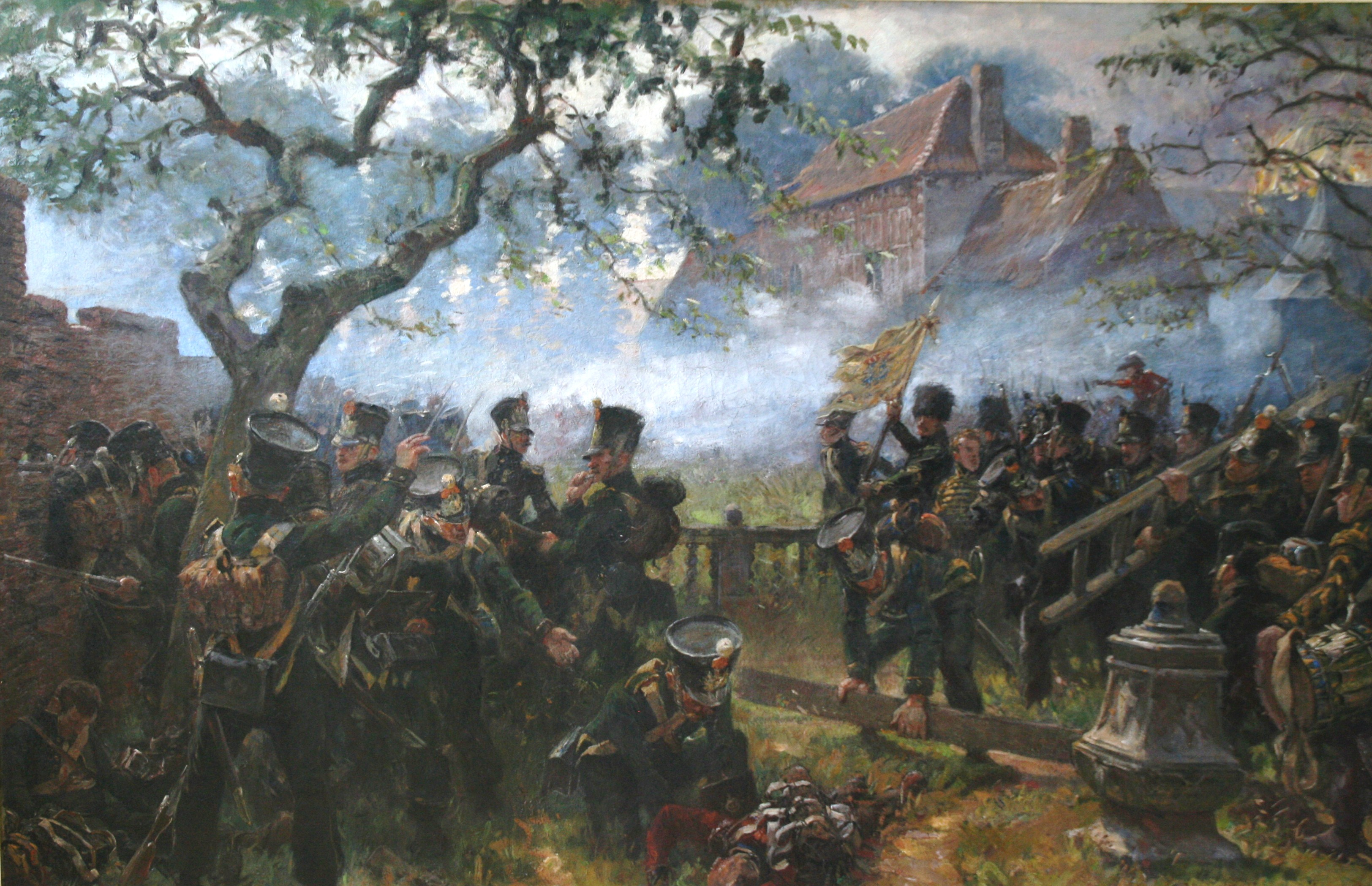
Войска Нассау на ферме Угумон

Эта атака привела к одной из самых известных стычек в битве при Ватерлоо — су-лейтенанту Легро, вооружённому топором, удалось прорваться через северные ворота. Началась отчаянная битва между наступающими французскими солдатами и обороняющимися гвардейцами. Макдоннеллу, небольшой группе офицеров и капралу Джеймсу Грэму удалось пробиться через сражающихся и закрыть ворота, заманив в ловушку Легро и ещё около 30 солдат 1-го лёгкого пехотного полка. Все попавшие в западню французы, кроме мальчика-барабанщика, были убиты в отчаянном рукопашном бою.
Атака французов в непосредственной близости от фермы была отражена прибывшими 2-м батальоном Колдстримской гвардии и 2-й ротой 3-го батальона гвардейского пехотного полка. Бои вокруг Угумона продолжались весь день; французская лёгкая пехота совместно с кавалерийскими частями атаковала войска союзников, находящиеся за Угумоном.
Армия Веллингтона защищала замок и дорогу через овраг к северу от него. Днём Наполеон лично приказал обстрелять дом, чтобы вызвать в нём пожар. Увидев пламя, Веллингтон направил записку командиру шато, в которой указывалось, что он должен удерживать свою позицию любой ценой. В результате весь дом, кроме часовни, был уничтожен. Для защиты дороги была выдвинута бригада дю Плата из Королевского Германского легиона, которой пришлось сражаться без старших офицеров; затем ей на помощь подошёл 71-й шотландский лёгкий пехотный полк. Бригада Фредерика Адама, дополнительно усиленная 3-й (ганноверской) бригадой Хью Халкетта, успешно отразила дальнейшие атаки пехоты и кавалерии, посланные Реем, и удерживала Угумон до конца битвы.

### Значение Угумона

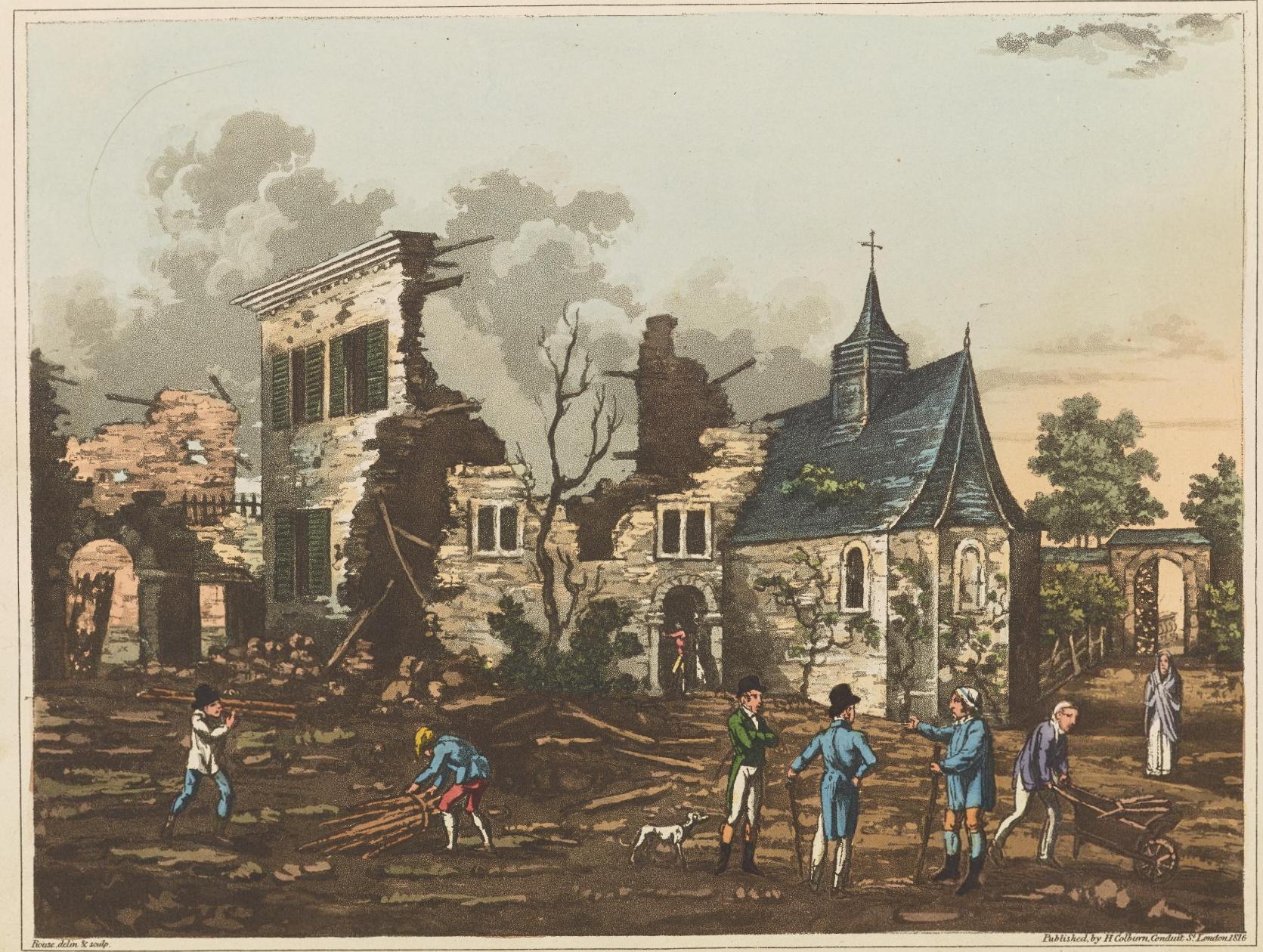
Угумон, разрушенный почти до руин. Гравюра Джеймса Рауса по картине C. C. Гамильтона

Битва при Угумоне часто характеризовалась как отвлекающий манёвр с целью заставить Веллингтона перебросить резервы на находящийся под угрозой правый фланг, который затем перерос в битву, продолжавшуюся в течение всего дня, в которой участвовало всё больше и больше французских войск, но лишь небольшое количество войск Веллингтона, что возымело эффект, прямо противоположный предполагаемому. На самом деле, скорее всего и Наполеон, и Веллингтон думали, что Угумон является жизненно важным пунктом сражения. Веллингтон впоследствии заявил: «Битва была выиграна, когда были закрыты ворота Угумона».
Угумон находился в той части поля битвы, которая была хорошо видна Наполеону, и он весь день продолжал направлять войска к нему и в его окрестности (всего 33 батальона, 14 тыс. солдат). Французские войска, посланные для атаки на Угумон, включали в себя:
- Почти весь II корпус под командованием генерала графа Оноре Рея, состоящий из подразделений 6-й дивизии под командованием Жерома (брата Наполеона), дивизий графа Максимильена Фуа (9-я), Гильемино и Жозефа Башелю (5-я)
- Кавалерийский корпус Келлермана

Точно так же (хотя одновременно в доме никогда не было большого количества союзных военнослужащих) Веллингтон выделил в течение дня 21 батальон (12 тыс. военнослужащих) для того, чтобы удерживать дорогу вдоль оврага для перемещения в дом свежих войск и доставки боеприпасов. Он также переместил для поддержки Угумона несколько артиллерийских батарей из своего центра, находившегося под сильным давлением.

## Тела в колодцах

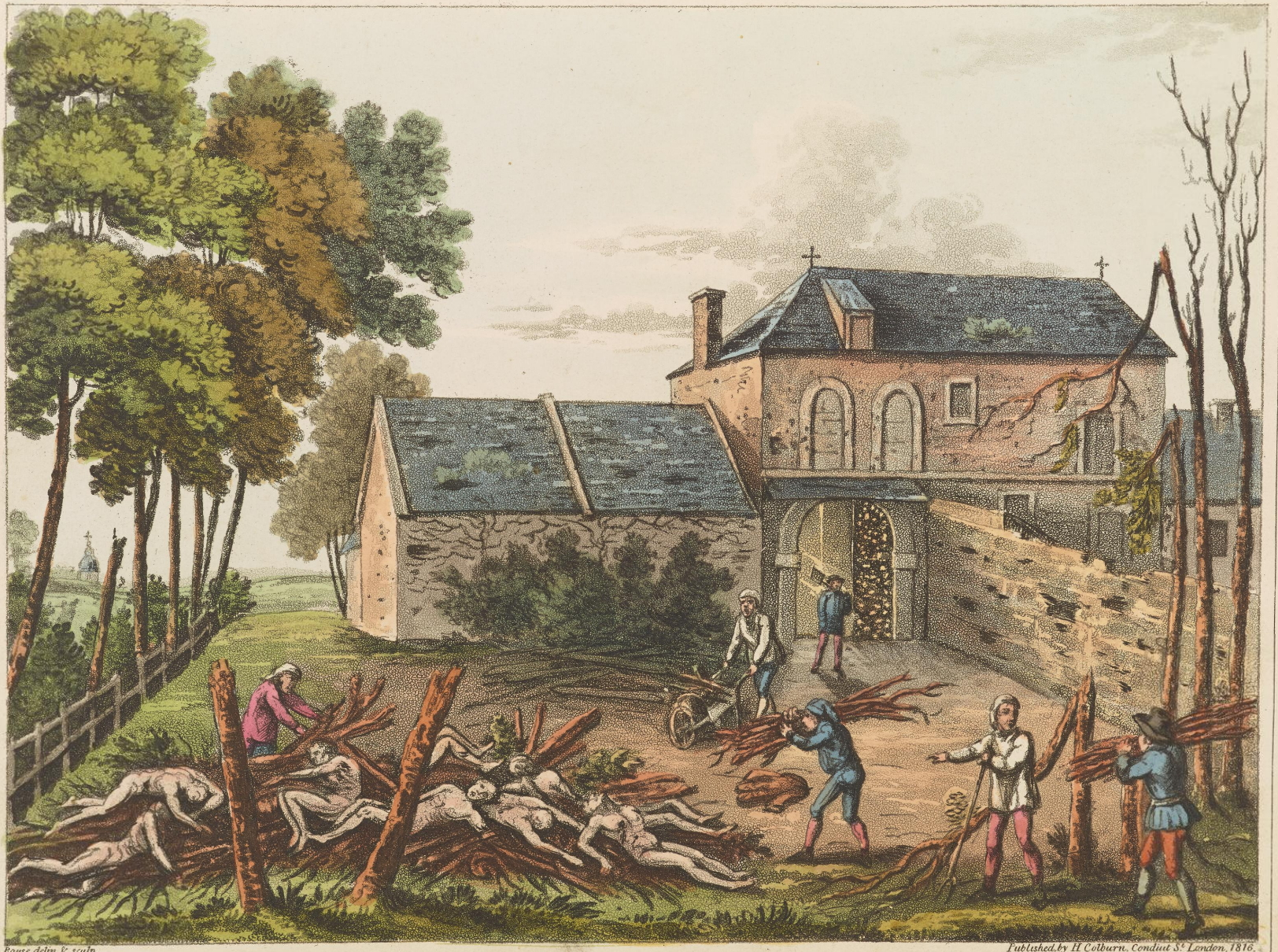
Вид на Шато Угумон; рабочие укладывают дрова в костёр, чтобы сжечь тела французских солдат. Гравюра Джеймса Рауса по картине C. C. Гамильтона

В своём романе «Отверженные» Виктор Гюго описывает, как в колодец возле Угумона было брошено 300 тел. Несколько историков отметили, что археологические раскопки Дерика Сандерса в 1985 году не обнаружили человеческих останков на том месте, где были найдены остатки колодца. Таким образом, по их мнению, это развенчивает миф, ставший популярным благодаря Гюго.
Известное описание битвы, опубликованное Джоном Бутом в Лондоне вскоре после сражения, включает в себя дневниковую запись джентльмена-туриста, посетившего поле битвы. Его туристические записи свидетельствуют, что в экскурсии его сопровождал известный гид Жан-Батист Декост, и что 16 июля 1815 года (через месяц после битвы) он увидел два колодца, в одном из которых было восемь тел, а в другом — 73 тела. Первый колодец находился в Бель-Альянсе, «где мы видели тела восьми человек Императорской гвардии Наполеона; они прыгнули туда прямо с оружием»; а второй, вероятно, в Угумоне: «Французы устроили батарею, проделав отверстия в стене сада; там есть ещё один колодец, в котором было найдено 73 человека; деревья в саду сильно осыпались; ров вокруг сада использовался в качестве батареи, и сотни человек были убиты; видел 84 других орудий, отбитых у противника; они забрали с собой только 12 орудий; насчитал 40 могил английских офицеров на одном акре земли, напоминающие навозные кучи».

## Упадок и восстановление

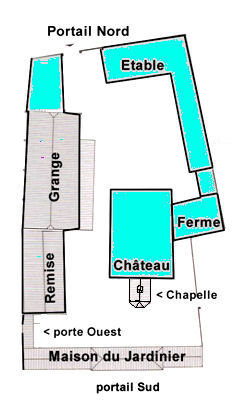
План фермы, Ф. Бонер, 1974 год

До конца 20-го века в Угумоне действовала ферма. В 2003 году между графом Жибером д’Ультремоном, владельцем фермы, и региональными властями было заключено соглашение, согласно которому она стала собственностью компании Intercommunale Bataille De Waterloo 1815. К июню 2006 года ферма оказалась заброшенной. Стены, которые когда-то были белыми, стали грязно-жёлтыми. Несколько стен треснули, и их детали были повреждены, особенно правая стойка северных ворот.
Для контроля за финансированием восстановления и сохранения Угумона на долгосрочную перспективу был создан проект «Угумон», поддерживаемый, в частности, тогдашним герцогом Веллингтоном, писателем Бернардом Корнуэллом и историком Ричардом Холмсом. Проект был завершён в июне 2015 года и обошёлся в 3 млн фунтов стерлингов. Различные организации, в том числе Landmark Trust, внесли вклад в денежный фонд за разрешение на аренду отдельных строений фермы (домик егеря). 17 июня 2015 года Чарльз, принц Уэльский, открыл в Угумоне мемориал, посвящённый британским солдатам, участвовавшим в битве. Мемориал, созданный Вивьен Маллок, расположен рядом с северными воротами и изображает двух солдат в натуральную величину, пытающихся закрыть в критический момент ворота фермы, чтобы спасти её от захвата французами. На следующий день (18 июня 2015 года), в 200-летие битвы при Ватерлоо, Угумон был открыт для широкой публики.

## Галерея

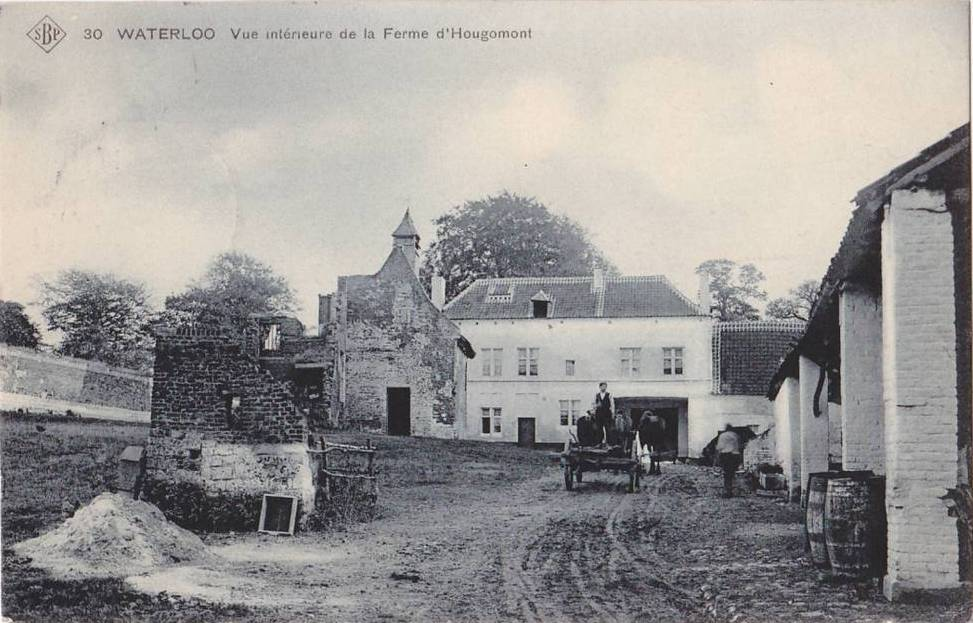
Ферма Угумон на открытке 1915 года. Вид на внутренний двор
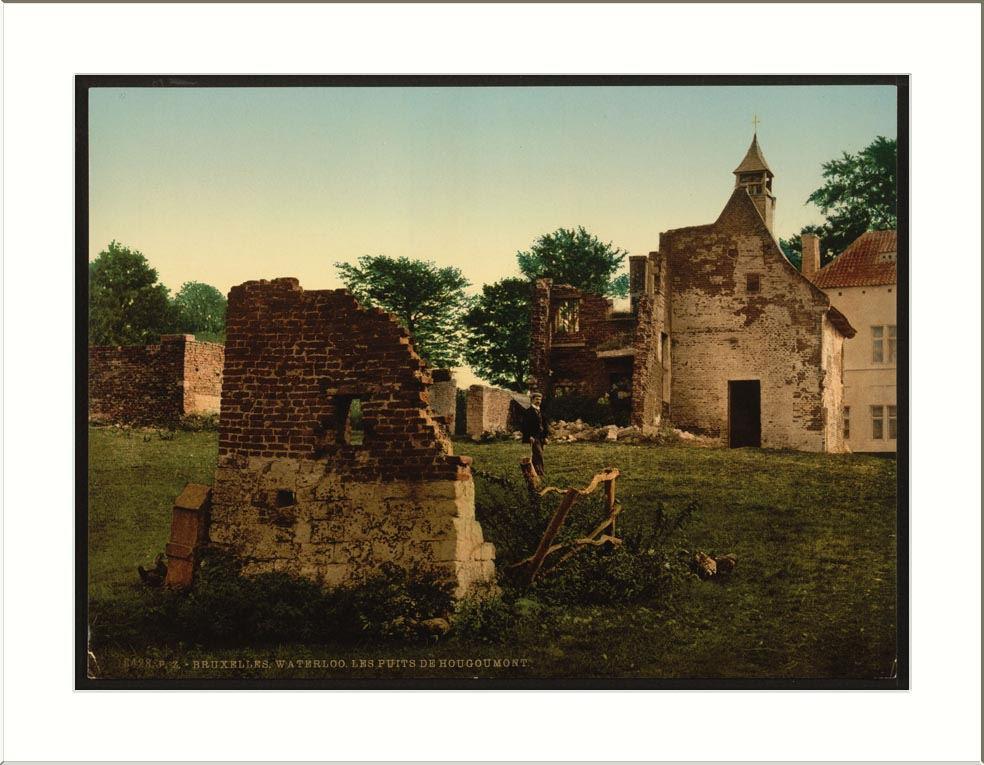
Остатки колодца. 2007 год
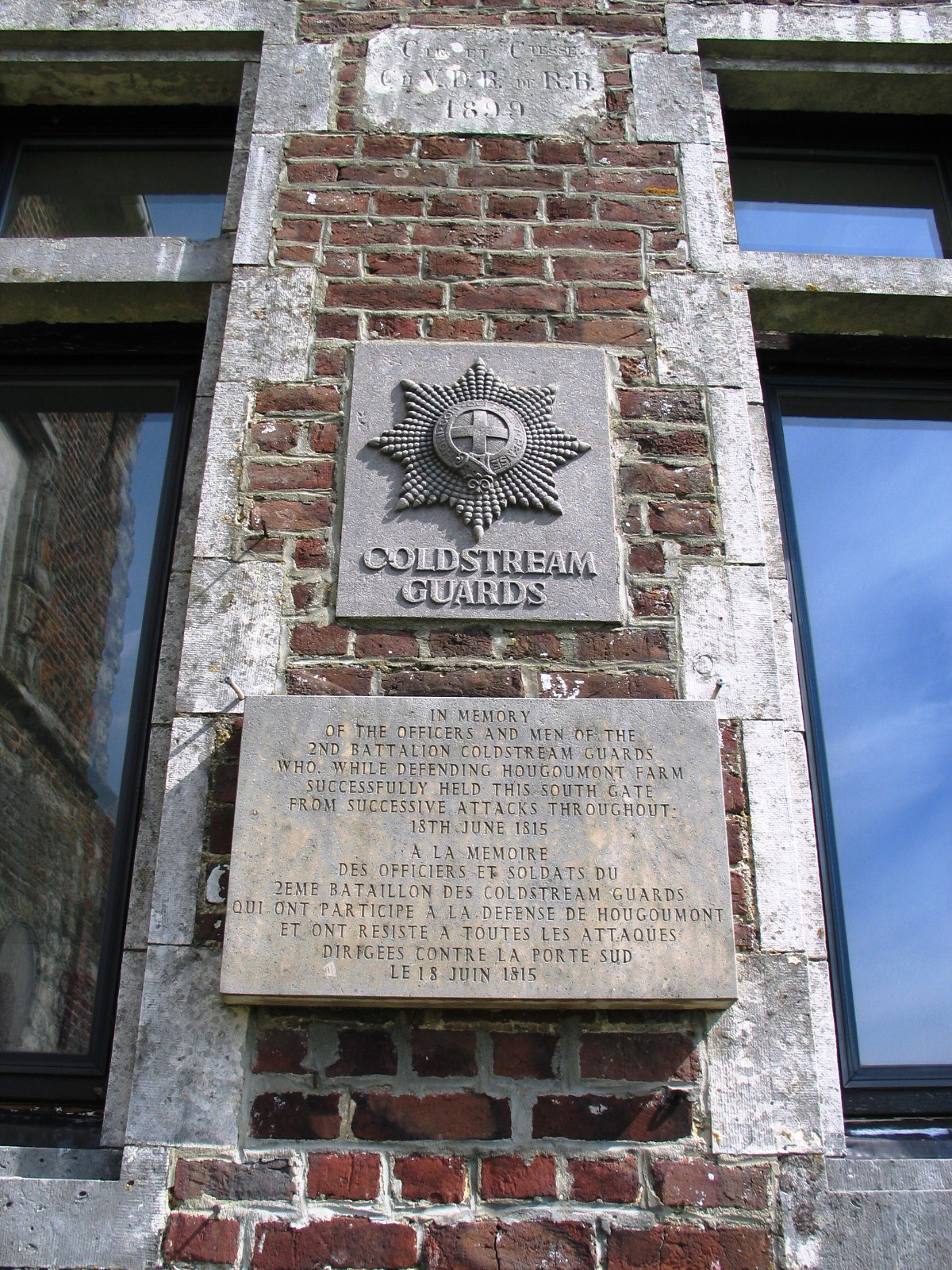
Мемориальная доска в честь солдат Колдстримской гвардии
Ворота на северной стороне, которые были атакованы французским 1-м лёгким пехотным полком и которые обороняла британская гвардия
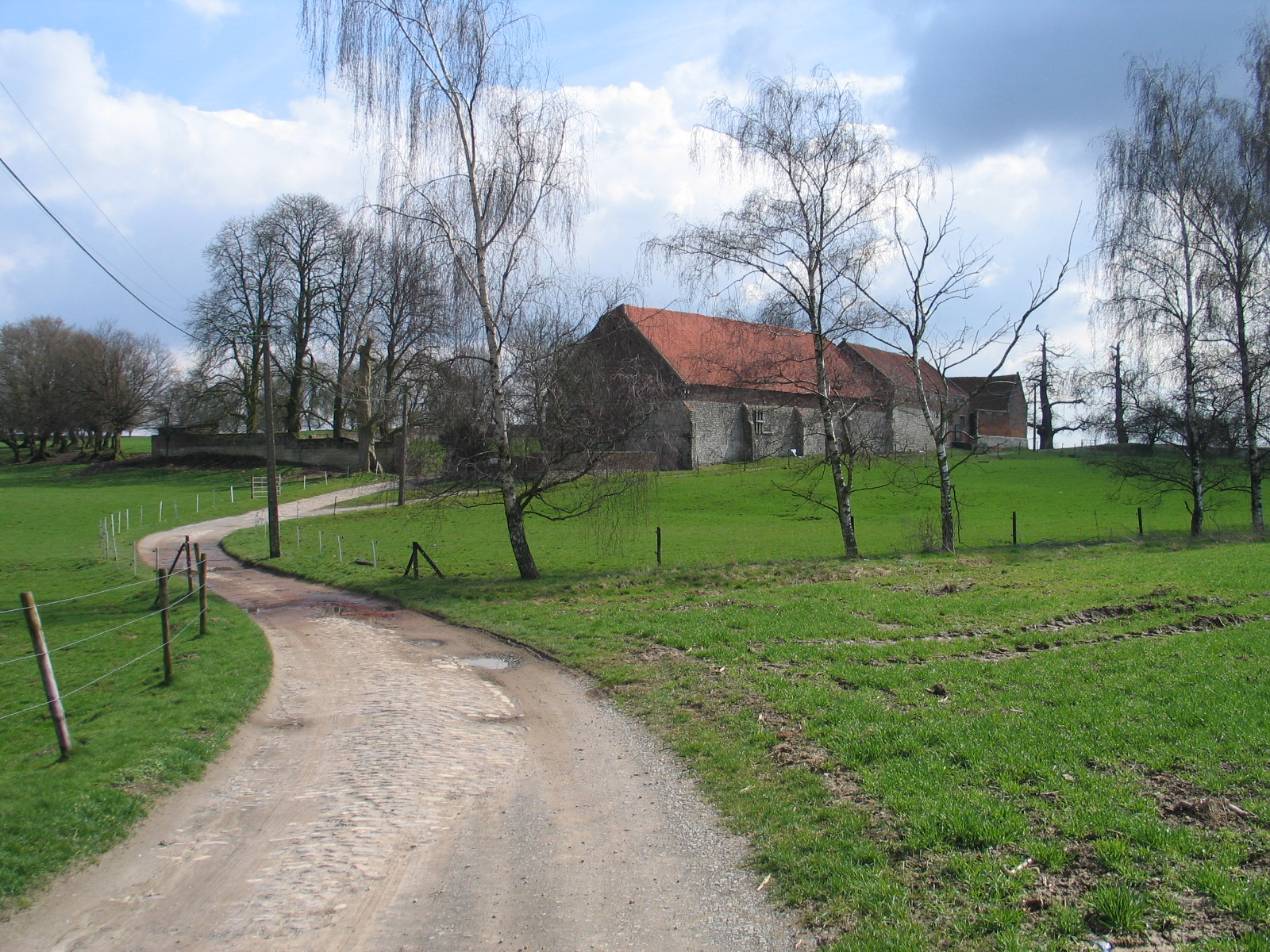
Угумон
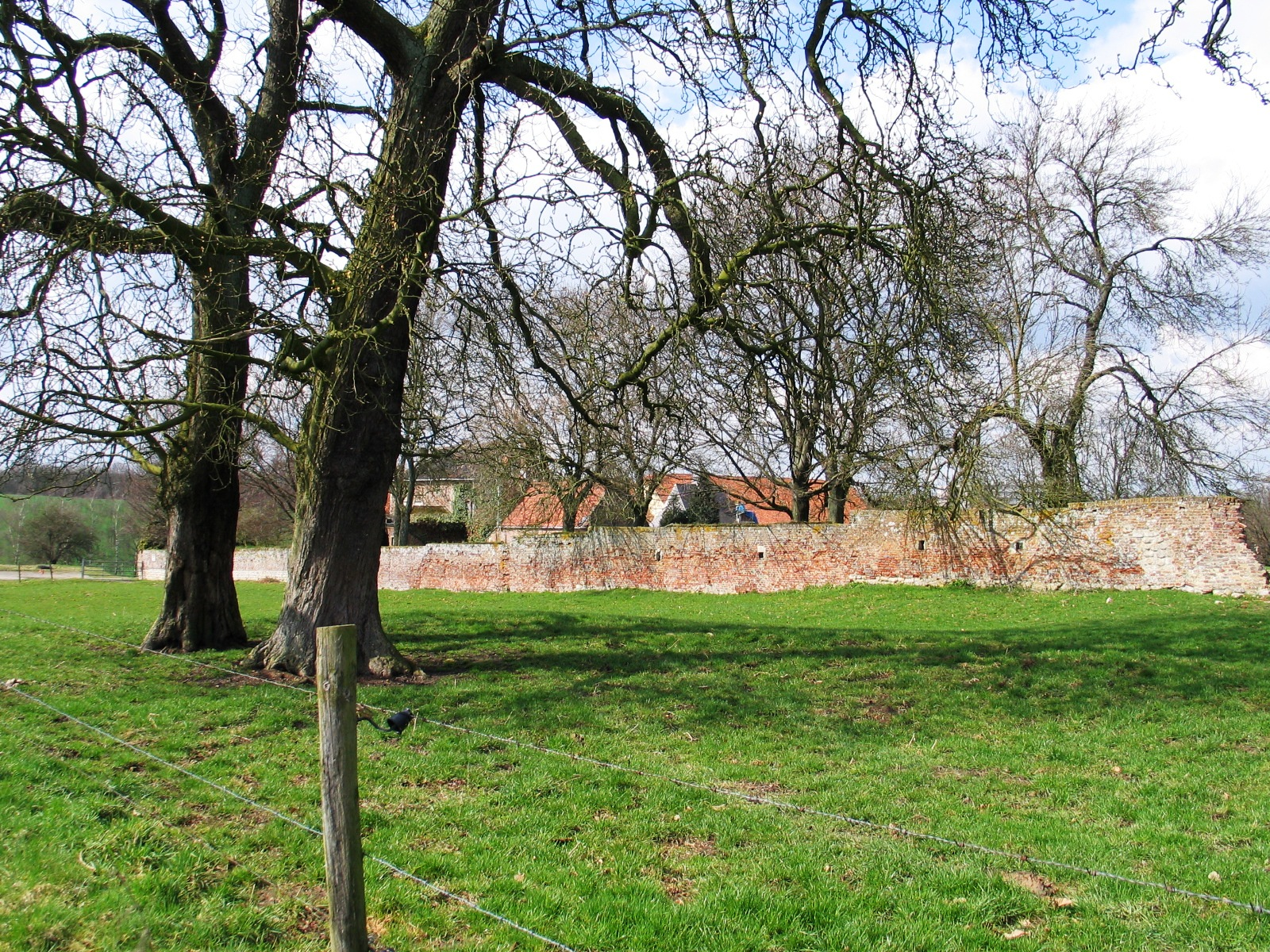
Стена на южной стороне
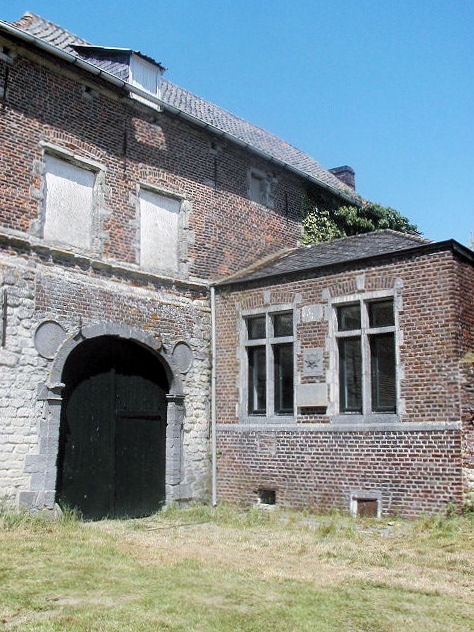
Южные ворота фермы и дом садовника (небольшая пристройка справа; была пристроена после 1815 года и разрушена в 2014 года во время реставрационных работ).
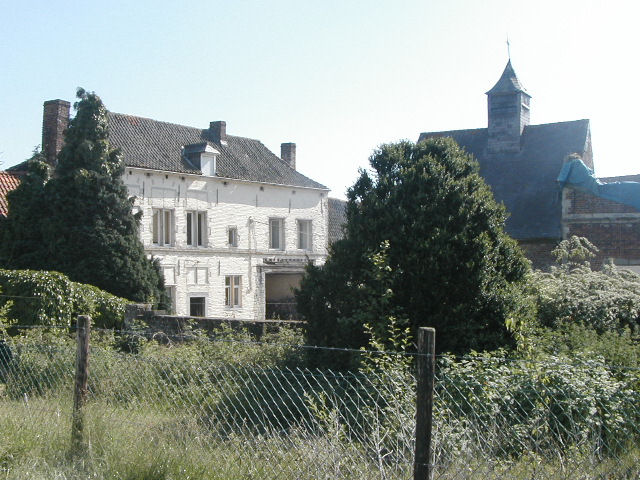
Дом садовника и старый сад
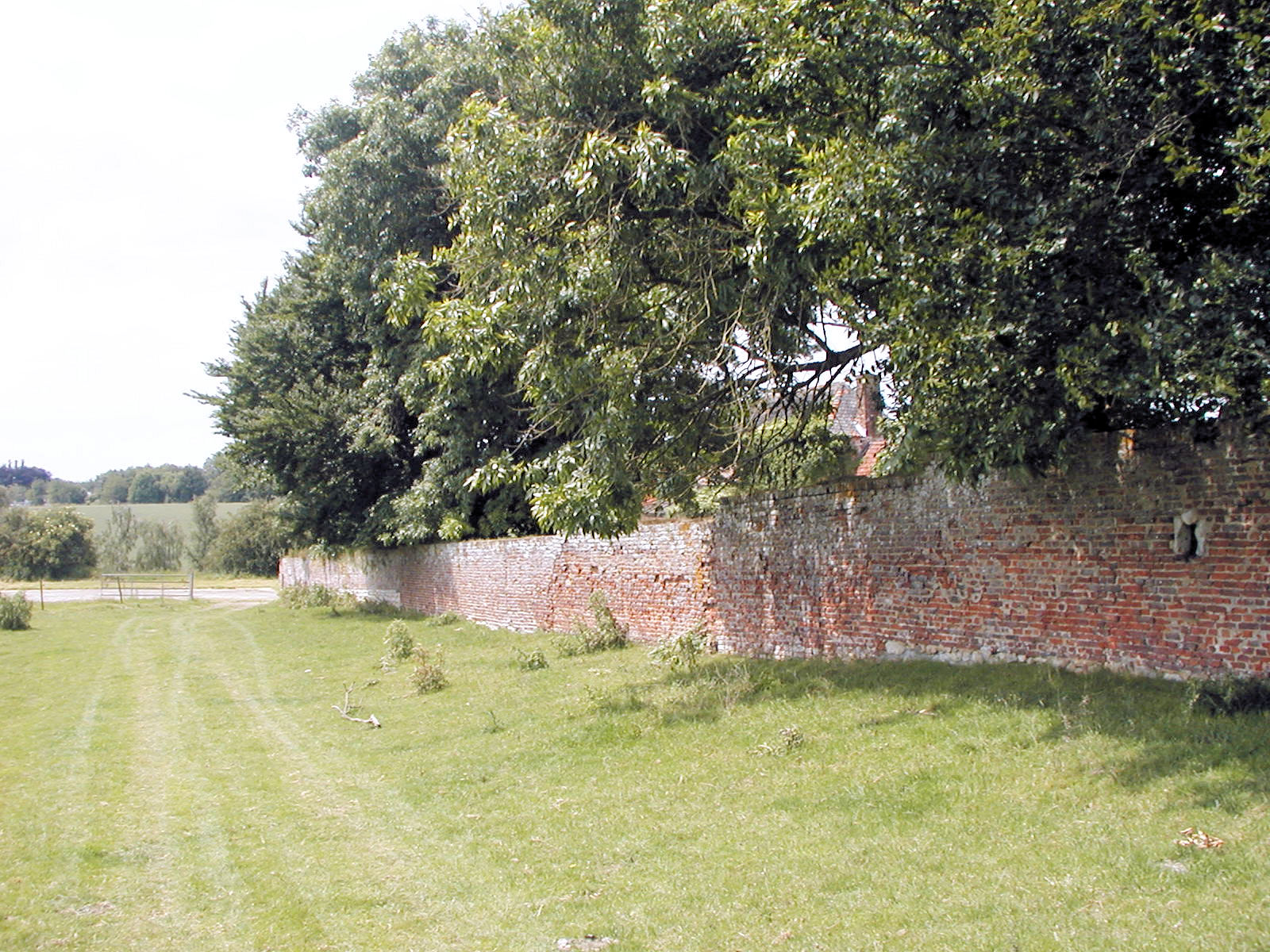
Южная стена сада
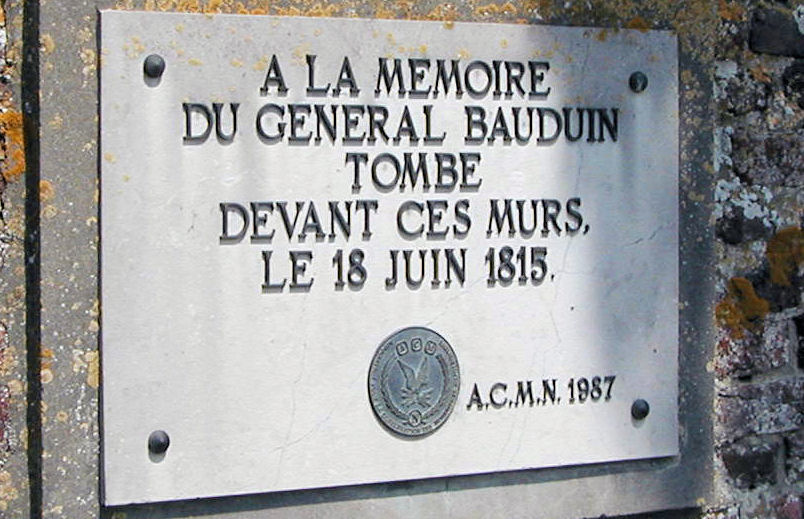
Мемориальная табличка в честь генерала Бодена, погибшего во время битвы у южной стены
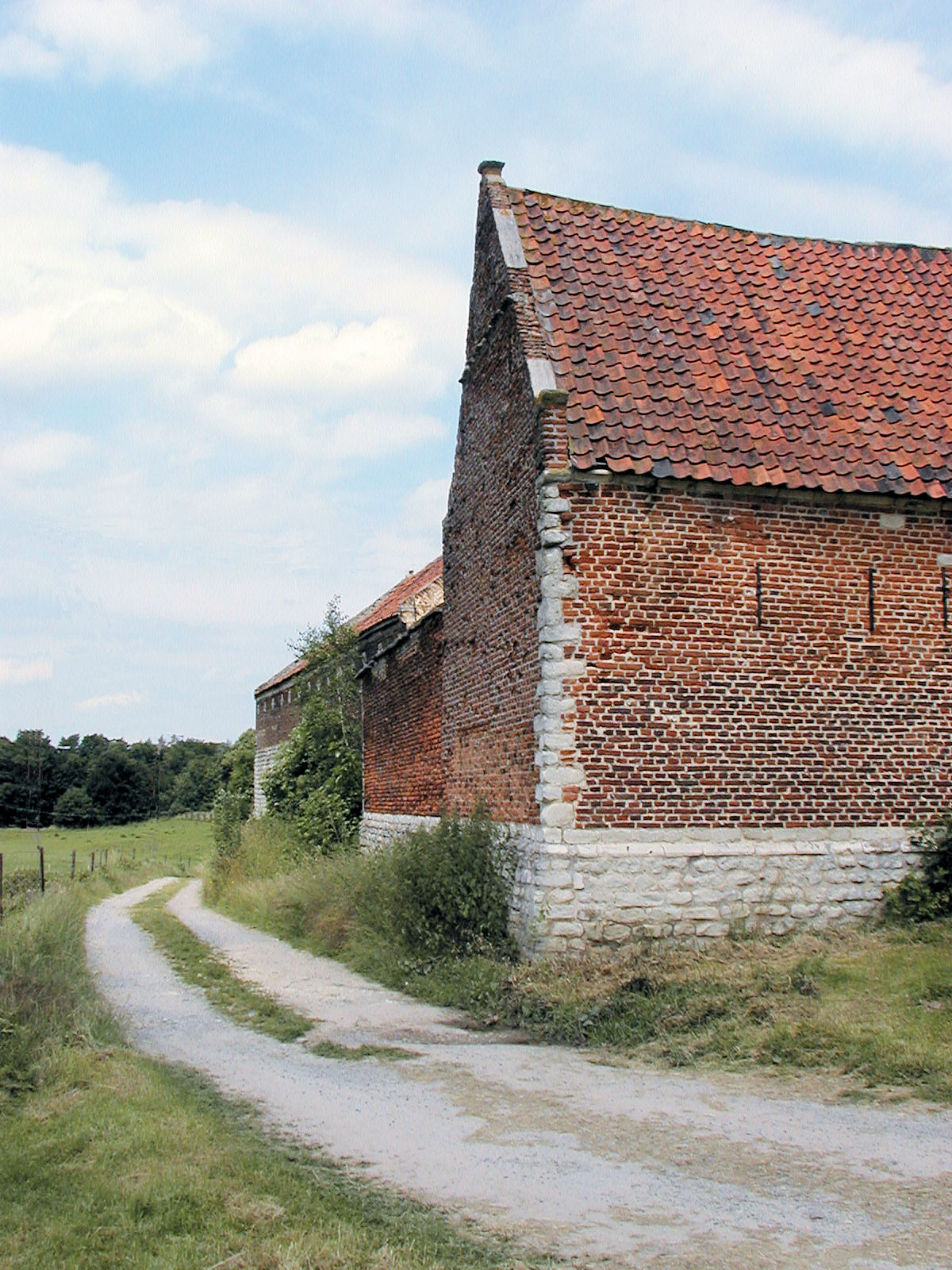
Юго-западный фасад, рядом с садом
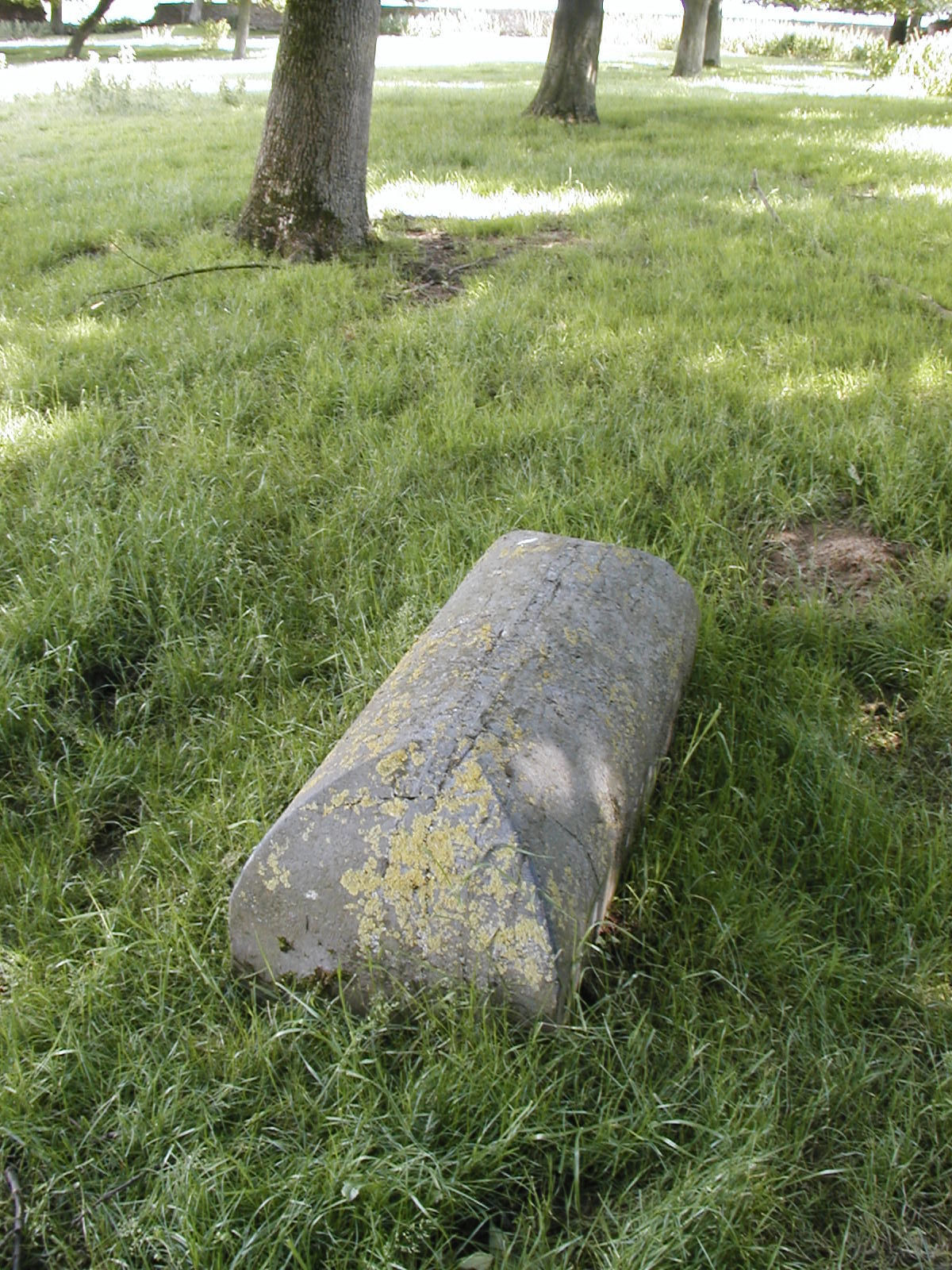
Надгробие сержанта Коттона
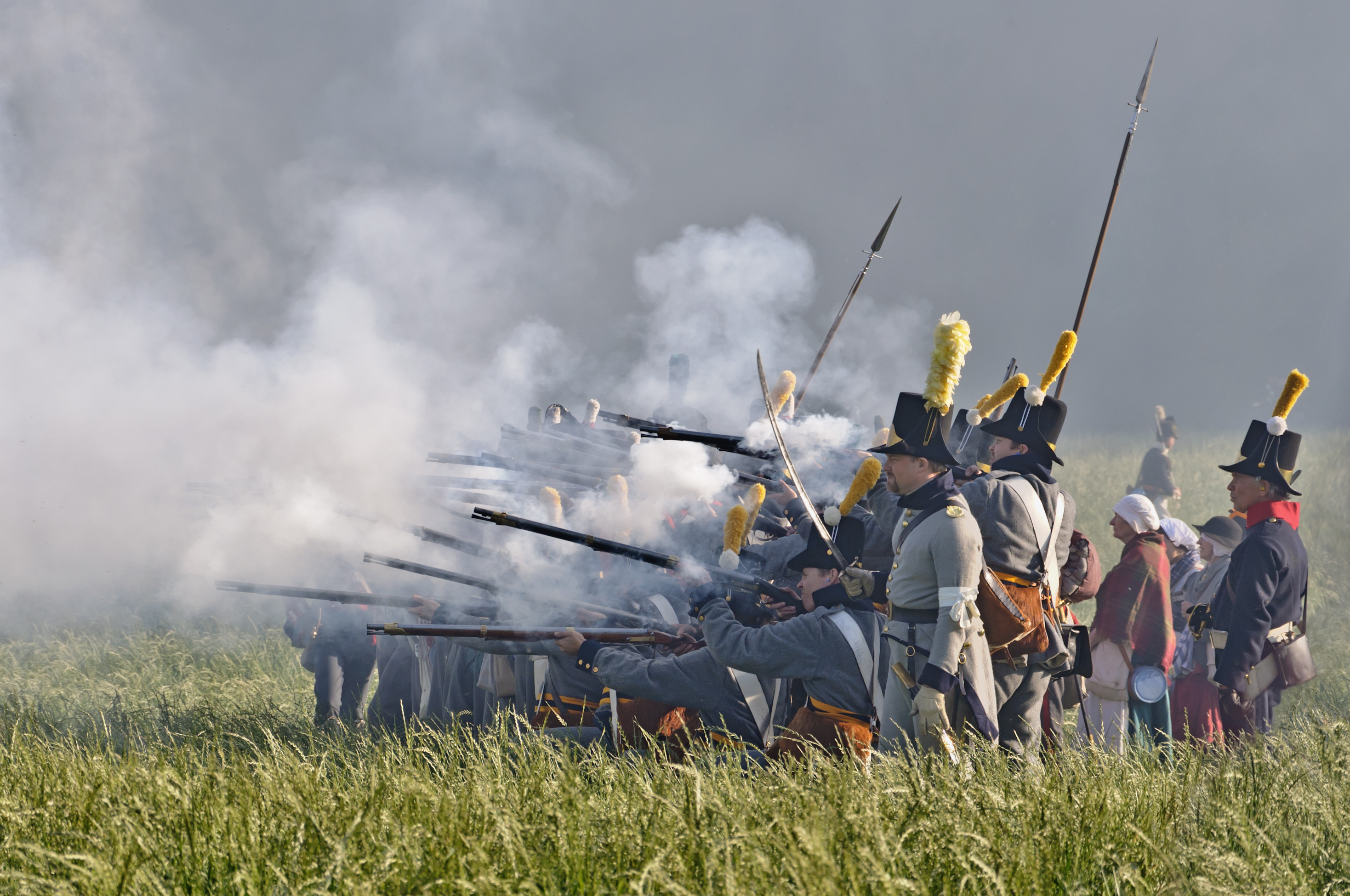
Стрельба в лесу возле Угумона. Реконструкция битвы 2011 года
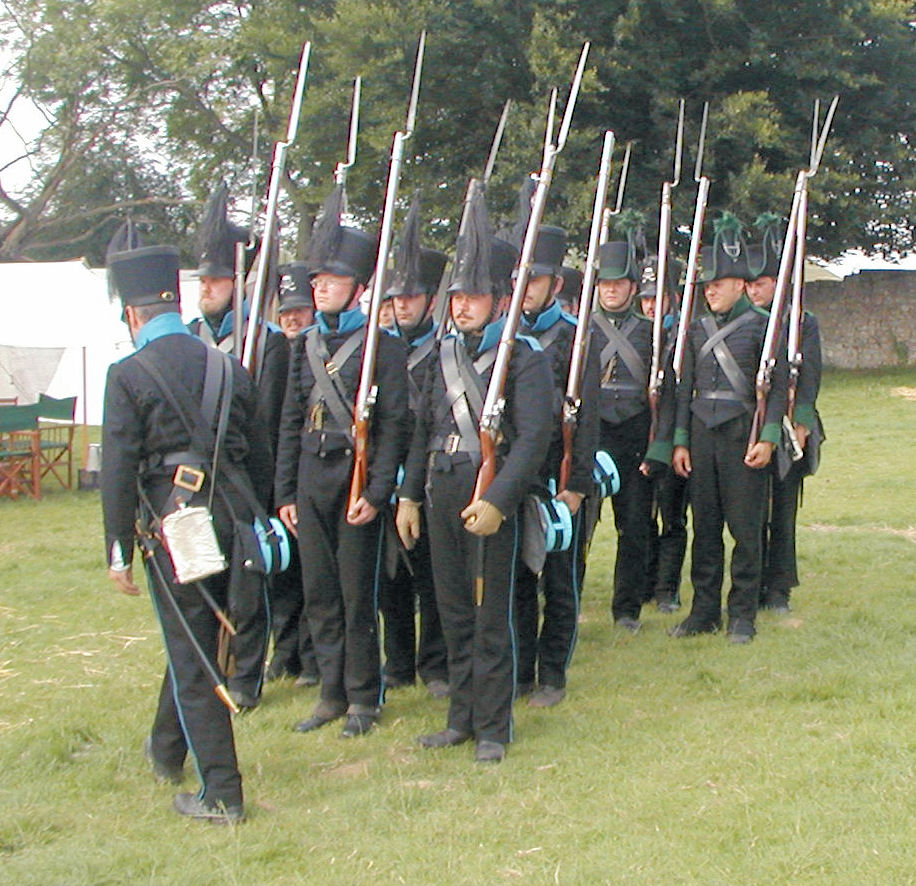
Брауншвейгский Лейб-батальон (реконструкция)